# 電腦快車
《電腦快車》（Viper），是美國NBC電視台播放的冒險和科幻類型電視劇集。
故事講述在近未來城市被罪犯控制，政府製造了一架能夠和他們對抗的武器: Viper。一架Dodger Viper RT/10 roadster跑車。
1994年在美國首播，共四季。第一季在美國完結後，曾經重新選角，並於1996年重新製播2~4季
香港曾經在1995年於無線電視明珠台播放第一季。
台灣由台視首播，片名翻為「霹靂飛車」，當時播出時間為：1995年1月28日至1995年4月22日每週六18:00~19:00播出第一季，後來在1999年首播第二季，當時的播出時段為：1999年3月28日至1999年8月21日每週日17:00~18:00